# Eleven (Reamonn-Album)
Eleven ist ein Best-of-Album der deutschen Band Reamonn. Es wurde am 27. August 2010 über Universal Music/Island Records veröffentlicht. Der Titel des Albums geht auf die Zeitspanne von elf Jahren zurück, die bis zur Veröffentlichung seit der Gründung der Band verstrichen war.

## Inhalt
Die für das Album ausgewählten Lieder – 19 auf der „Ltd. Pur Edition“ und 22 auf der Doppel-CD „Ltd. Deluxe Edition“ – sind weitgehend zuvor veröffentlichte Stücke von den bis zu diesem Zeitpunkt erschienenen fünf Studioalben der Gruppe. Die Anordnung der Lieder ist dabei chronologisch rückwärts, mit den jüngsten Stücken zu Beginn und Liedern vom Debütalbum zum Schluss.
Die Alben Reamonn (2008) und Wish (2006) sind jeweils mit vier Stücken auf der „Ltd. Pur Edition“ vertreten und die Alben Beautiful Sky (2003) und Tuesday (2000) jeweils mit drei Stücken. Vom Zweitwerk Dream No.7 (2001) wurden zwei Beiträge genommen. Des Weiteren sind die drei zuvor unveröffentlichten Tracks Yesterday, Colder und Let The Morning Sleep auf der Kompilation enthalten.
Die „Ltd. Deluxe Edition“ enthält zusätzlich noch die Lieder „Open Skies“ (als Track 8, vom Album Reamonn), „Angels Fly“ (Track 17, von Beautiful Sky) und „Swim“ (Track 22, von Tuesday).
| #  | Titel                        | Länge | Album                  |
| -- | ---------------------------- | ----- | ---------------------- |
| 1  | Yesterday                    | 4:09  | zuvor unveröffentlicht |
| 2  | Colder                       | 3:41  | zuvor unveröffentlicht |
| 3  | Let the Morning Sleep        | 4:12  | zuvor unveröffentlicht |
| 4  | Through the Eyes of a Child  | 3:51  | Reamonn                |
| 5  | Million Miles                | 3:48  | Reamonn                |
| 6  | Moments Like This            | 3:48  | Reamonn                |
| 7  | Aeroplane                    | 4:01  | Reamonn                |
| 8  | Promise (Extended Version)   | 4:43  | Wish                   |
| 9  | Tonight                      | 3:35  | Wish                   |
| 10 | Serpentine                   | 4:07  | Wish                   |
| 11 | The Only Ones                | 3:49  | Wish                   |
| 12 | Star                         | 4:13  | Beautiful Sky          |
| 13 | Alright                      | 4:57  | Beautiful Sky          |
| 14 | Strong                       | 4:35  | Beautiful Sky          |
| 15 | Weep                         | 5:15  | Dream No.7             |
| 16 | Life Is a Dream              | 5:01  | Dream No.7             |
| 17 | Supergirl                    | 4:04  | Tuesday                |
| 18 | Josephine (New Version 2010) | 3:33  | Tuesday                |
| 19 | Waiting There for You        | 4:14  | Tuesday                |

## Covergestaltung
Das Albumcover zeigt einen Küstenabschnitt. Im Vordergrund ist eine Art Leuchtreklame aus Neonröhren zu sehen, die zweizeilig die Worte „Reamonn“ und „Eleven“ darstellen. Dahinter sind im Vordergrund (von links nach rechts) ein nicht näher bezeichnetes Meer, ein schmaler Strandabschnitt, eine sich nach oben aus dem Bild schlängelnde Straße mit Palmen und parkenden Autos sowie urbane Bebauung zu sehen. Im Hintergrund lassen sich im Dunst Hügel erahnen. Die obere Hälfte des Bildes zeigt einen wolkenfreien, leicht diesigen Himmel. Die Sonne befindet außerhalb des Bildes.

## Rezeption
In einer Besprechung für die Bremer Tageszeitung Weser Kurier äußerte sich Nina Hortig differenziert zu dem Album, fällt das Zwischenfazit, „dass die Mannen um Rea Garvey am Beginn ihrer Karriere am stärksten waren“ und urteilt schließlich:

„… mit ‚Eleven‘ verabschieden sich Reamonn fürs Erste von der Bildfläche. Und gehen in Pause, auf unbestimmte Zeit: Die Luft sei ‚irgendwie raus‘, meint Sänger Garvey jüngst. Eine Aussage, die dieses Greatest-Hits-Album durchaus bestätigt.“

Artur Schulz beurteilte das Album auf laut.de vor dem Hintergrund, dass die Band in ihrer „Schaffenszeit mehr als nur eine Handvoll sehr hübscher, unaufgeregter Songs geschrieben“ habe, ebenfalls eher zurückhaltend:

„Ihrem durchweg soliden Handwerk mangelt es an echten, überdurchschnittlich kreativen Einschüben. […] Derart üppig geballter Wohlklang löst nach einer gewissen Zeitspanne eben Reflexe aus, die an Haustür-Besuche der Zeugen Jehovas erinnern.“

## Chartplatzierungen und Singles
Das Album stieg am 10. September 2010 auf Platz 6 in die deutschen Albumcharts ein und belegte in den beiden Folgewochen die Ränge 10 und 12. Insgesamt hielt sich der Tonträger mit zwei Unterbrechungen bis zum 25. Februar 2011 in den Top 100. Für mehr als 100.000 verkaufte Exemplare wurde Eleven im Jahr 2011 beim Bundesverband Musikindustrie mit einer Goldenen Schallplatte ausgezeichnet.
In Österreich und der Schweiz erreichte das Album Position 27 bzw. 19 und konnte sich vier bzw. sieben Wochen in den Charts halten. Die ausgekoppelte Single „Yesterday“ erreichte Platz 31 in den deutschen Charts und hielt sich dort elf Wochen.